# Festival de la Canción de Eurovisión 1987
El XXXII Festival de la Canción de Eurovisión se celebró el 9 de mayo de 1987 en el Palacio del Centenario de Bruselas, Bélgica. Por primera vez, el Festival coincidió con el Día de Europa, justo el año en que se cumplían treinta de la firma de los Tratados de Roma, embrión de la Comunidad Económica Europea.
El cantante Johnny Logan, en representación de Irlanda, recogió por segunda vez el trofeo como ganador de Eurovisión, después de haber conseguido el Gran Premio en La Haya en 1980. En esta ocasión, no obstante, lo hizo con un tema escrito y compuesto por él mismo, titulado "Hold me now", que fue bien acogido en el mercado europeo.
La organización de esta edición fue controvertida desde un primer momento. Tras la victoria de Sandra Kim en la primavera del año anterior, las dos televisiones estatales belgas, la francófona RTBF y la flamenca BRT, se comprometieron a aunar esfuerzos y trabajar conjuntamente para ofrecer una imagen de unidad del país. Sin embargo, desde el primer momento quedaron de manifiesto las disensiones entre los dos entes en cuestiones clave tales como la elección de la sede del certamen. Finalmente, la televisión flamenca, a la que, por otra parte, le correspondía seleccionar al representante belga, se retiró del proyecto, quedando la organización en manos de la televisión francófona. A fin de hacer frente a tan elevado presupuesto (equivalente a entre 800 y 1200 millones de pesetas, según la fuente), se creó, por ejemplo, una lotería y se modificó una ley estatal que permitiera la financiación de las cadenas públicas belgas a través de publicidad. De esta manera, la edición de 1987 se convirtió en la primera en la que aparecieron patrocinadores en algún momento del programa.
El escenario construido por la RTBF, inspirado en formas geométricas tridimensionales, respondía a una estética vanguardista y rompía con la escenografía de años anteriores. La luminotecnia incorporaba como principal novedad el uso del láser, que, aun habiendo sido utilizado de manera puntual en alguna edición anterior, adquirió especial protagonismo en esta ocasión.
La presentadora del programa, la actriz y cantante Viktor Lazlo, inauguró la gala interpretando su tema "Breathless" tras un vídeo introductorio con imágenes de Bélgica. Algunos medios españoles -entre ellos, el diario La Vanguardia y la revista de información televisiva Teleindiscreta- difundieron la noticia de que Estefanía de Mónaco abriría el Festival con un vídeo promocional de su último sencillo, algo que no sucedió. El origen del equívoco no trascendió.
Entre el público en la sala se encontraban personalidades como el entonces príncipe Alberto de Bélgica, hermano del rey Balduino, y su esposa Paola.
El número de países participantes excedió por primera vez el de veinte y se situó en la cifra récord de veintidós. La organización recurrió a una de las especialidades locales, el cómic, para presentar a cada uno de los concursantes, si bien las filmaciones propiamente dichas, sobre las que los comentaristas de las distintas televisiones hacían las correspondientes presentaciones, retrataban la realidad del país anfitrión desde diversos puntos de vista. Estas filmaciones coadyuvaron a sufragar una porción de los gastos derivados de la organización, ya que la RTBF vendió esos espacios de cuarenta y cinco segundos de duración a varios municipios y regiones belgas a fin de que pudieran promocionar sus atractivos turísticos.
Como intermedio previo a las votaciones, se proyectó un vídeo alusivo a la unidad de Europa, que comenzaba y finalizaba con la aparición en escena del músico Marc Grauwels interpretando unas variaciones de la Novena Sinfonía de Beethoven. 
El núcleo del equipo técnico de esta edición estuvo formado por Jacques Bourton (dirección), Michel Gehu (producción ejecutiva), Daniel Georges (escenografía) y Jo Carlier (dirección musical). Por parte de la UER actuó como supervisor de la organización Frank Naef, quien hizo también las veces de escrutador oficial durante las votaciones.

## Países participantes

### Canciones y selección
| País y TV               | Título original de la canción           | Artista                        | Proceso y fecha de selección             |
| País y TV               | Traducción al español                   | Idiomas                        | Proceso y fecha de selección             |
| ----------------------- | --------------------------------------- | ------------------------------ | ---------------------------------------- |
| Alemania Occidental ARD | Laß die Sonne in dein Herz              | Wind                           | Ein lied für Brüssel 1987, 26-03-1987    |
| Alemania Occidental ARD | Deja entrar el Sol en tu corazón        | Alemán                         | Ein lied für Brüssel 1987, 26-03-1987    |
| Austria ORF             | Nur noch Gefühl                         | Gary Lux                       | Elección Interna                         |
| Austria ORF             | Solo sintiendo                          | Alemán                         | Elección Interna                         |
| Bélgica BRT             | Soldiers of Love                        | Liliane Saint-Pierre           | Eurosong 1987, 14-03-1987                |
| Bélgica BRT             | Soldados del amor                       | Neerlandés                     | Eurosong 1987, 14-03-1987                |
| Chipre CyBC             | Aspro-Mavro                             | Alexia                         | Elección Interna                         |
| Chipre CyBC             | Blanco-negro                            | Griego                         | Elección Interna                         |
| Dinamarca DR            | En lille melodi                         | Anne Cathrine Herdorf y Bandjo | Dansk Melodi Grand-Prix 1987, 28-02-1987 |
| Dinamarca DR            | Una pequeña melodía                     | Danés                          | Dansk Melodi Grand-Prix 1987, 28-02-1987 |
| España TVE              | No estás solo                           | Patricia Kraus                 | Elección Interna                         |
| España TVE              | -                                       | Español                        | Elección Interna                         |
| Finlandia YLE           | Sata salamaa                            | Vicky Rosti & Boulevard        | Euroviisut 1987, 22-02-1987              |
| Finlandia YLE           | Cien relámpagos                         | Finés                          | Euroviisut 1987, 22-02-1987              |
| Francia FT2             | Les mots d'amour n'ont pas de dimanche  | Christine Minier               | Final Nacional, 04-04-1987               |
| Francia FT2             | Las palabras de amor no tienen festivos | Francés                        | Final Nacional, 04-04-1987               |
| Grecia ERT              | Stop                                    | Bang                           | Final Nacional, 16-03-1987               |
| Grecia ERT              | Para                                    | Griego                         | Final Nacional, 16-03-1987               |
| Irlanda RTÉ             | Hold Me Now                             | Johnny Logan                   | National Song Contest 1987, 08-03-1987   |
| Irlanda RTÉ             | Abrázame ahora                          | Inglés                         | National Song Contest 1987, 08-03-1987   |
| Islandia RÚV            | Hægt og hljótt                          | Halla Margrét                  | Söngvakeppni 1987, 23-03-1987            |
| Islandia RÚV            | Lentamente y en silencio                | Islandés                       | Söngvakeppni 1987, 23-03-1987            |
| Israel IBA              | Shir habatlanim                         | Lazy Bums                      | Kdam Eurovision 1987, 01-04-1987         |
| Israel IBA              | La canción de los holgazanes            | Hebreo                         | Kdam Eurovision 1987, 01-04-1987         |
| Italia RAI              | Gente di mare                           | Umberto Tozzi & Raf            | Elección Interna                         |
| Italia RAI              | Gente del mar                           | Italiano                       | Elección Interna                         |
| Luxemburgo CLT          | Amour, Amour                            | Plastic Bertrand               | Elección Interna                         |
| Luxemburgo CLT          | Amor, Amor                              | Francés                        | Elección Interna                         |
| Noruega NRK             | Mitt liv                                | Kate Gulbrandsen               | Melodi Grand Prix 1987, 28-02-1987       |
| Noruega NRK             | Mi vida                                 | Noruego                        | Melodi Grand Prix 1987, 28-02-1987       |
| Países Bajos NOS        | Rechtop in de wind                      | Marcha                         | Nationaal Songfestival 1987, 25-03-1987  |
| Países Bajos NOS        | Fuerte ante la adversidad               | Neerlandés                     | Nationaal Songfestival 1987, 25-03-1987  |
| Portugal RTP            | Neste barco à vela                      | Nevada                         | Festival da Canção 1987, 07-03-1987      |
| Portugal RTP            | En este velero                          | Portugués                      | Festival da Canção 1987, 07-03-1987      |
| Reino Unido BBC         | Only the Light                          | Rikki                          | A Song for Europe, 10-04-1987            |
| Reino Unido BBC         | Sólo la luz                             | Inglés                         | A Song for Europe, 10-04-1987            |
| Suecia SVT              | Boogaloo                                | Lotta Engberg                  | Melodifestivalen 1987, 21-02-1987        |
| Suecia SVT              | -                                       | Sueco                          | Melodifestivalen 1987, 21-02-1987        |
| Suiza SSR SRG           | Moitié, moitié                          | Carol Rich                     | Final Nacional, 31-01-1987               |
| Suiza SSR SRG           | Mitad y mitad                           | Francés                        | Final Nacional, 31-01-1987               |
| Turquía TRT             | Şarkım Sevgi Üstüne                     | Seyyal Taner & Lokomotif       | Final Nacional, 21-02-1987               |
| Turquía TRT             | Mi canción trata del amor               | Turco                          | Final Nacional, 21-02-1987               |
| Yugoslavia JRT          | Ja sam za ples                          | Novi Fosili                    | Pjesma Eurovizije 1987, 07-03-1987       |
| Yugoslavia JRT          | Quiero bailar                           | Croata                         | Pjesma Eurovizije 1987, 07-03-1987       |

## Resultados
| #  | País                | Intérprete(s)                  | Canción                                  | Lugar | Puntos |
| -- | ------------------- | ------------------------------ | ---------------------------------------- | ----- | ------ |
| 01 | Noruega             | Kate Gulbrandsen               | «Mitt liv»                               | 9     | 65     |
| 02 | Israel              | Lazy Bums                      | «Shir habatlanim»                        | 8     | 73     |
| 03 | Austria             | Gary Lux                       | «Nur noch Gefühl»                        | 20    | 8      |
| 04 | Islandia            | Halla Margrét                  | «Hægt og hljótt»                         | 16    | 28     |
| 05 | Bélgica             | Liliane Saint-Pierre           | «Soldiers of love»                       | 11    | 56     |
| 06 | Suecia              | Lotta Engberg                  | «Boogaloo»                               | 12    | 50     |
| 07 | Italia              | Umberto Tozzi & Raf            | «Gente di mare»                          | 3     | 103    |
| 08 | Portugal            | Nevada                         | «Neste barco à vela»                     | 18    | 15     |
| 09 | España              | Patricia Kraus                 | «No estás solo»                          | 19    | 10     |
| 10 | Turquía             | Seyyal Taner & Grup Lokomotif  | «Şarkım sevgi üstüne»                    | 22    | 0      |
| 11 | Grecia              | Bang                           | «Stop»                                   | 10    | 64     |
| 12 | Países Bajos        | Marcha                         | «Rechtop in de wind»                     | 5     | 83     |
| 13 | Luxemburgo          | Plastic Bertrand               | «Amour, amour»                           | 21    | 4      |
| 14 | Reino Unido         | Rikki                          | «Only the light»                         | 13    | 47     |
| 15 | Francia             | Christine Minier               | «Les mots d'amour n'ont pas de dimanche» | 14    | 44     |
| 16 | Alemania Occidental | Wind                           | «Lass die Sonne in dein Herz»            | 2     | 141    |
| 17 | Chipre              | Alexia                         | «Aspro-mavro»                            | 7     | 80     |
| 18 | Finlandia           | Vicky Rosti & Boulevard        | «Sata salamaa»                           | 15    | 32     |
| 19 | Dinamarca           | Anne Cathrine Herdorf & Bandjo | «En lille melodi»                        | 5     | 83     |
| 20 | Irlanda             | Johnny Logan                   | «Hold me now»                            | 1     | 172    |
| 21 | Yugoslavia          | Novi Fosili                    | «Ja sam za ples»                         | 4     | 92     |
| 22 | Suiza               | Carol Rich                     | «Moitié, moitié»                         | 17    | 26     |

## Votaciones

### Sistema de votación
Cada país contaba con un jurado nacional compuesto por once personas de edades comprendidas entre los 16 y los 60 años. Ninguna de ellas podía tener conexión profesional alguna con el mundo de la música, en un intento de reflejar el voto del espectador medio europeo. Cada miembro puntuaba a todas y cada una de las canciones concursantes - excepción hecha de la que representaba a su propio país - con una calificación de entre 1 y 5. El presidente o la presidenta de jurado recopilaba y sumaba las calificaciones otorgadas a cada canción por cada miembro del jurado y, bajo supervisión notarial, ordenaba las diez canciones con mayor número de votos, asignando 12 puntos a la canción más votada, 10 a la segunda, 8 a la tercera, y así sucesivamente hasta 1 punto a la décima con mayor número de votos. De este modo quedaba conformada la votación definitiva que luego la persona con la función de portavoz leía públicamente por vía telefónica durante el tiempo de las votaciones. 
Aun cuando el veredicto se basara en la actuación en directo, el reglamento recogía que los jurados debían visionar con antelación los videoclips de todas las canciones para familiarizarse con los temas en concurso.

### Jurado español
Reunido en el estudio A-4 de Torrespaña, fue presentado por Isabel Borondo, estuvo compuesto por el camarero José Fernández, la telefonista María Rosa Sánchez, el conductor de metro José Miguel García, el empresario Francisco Ortega "Ayo", la navegante María Lainz, el taxista y poeta Feliciano Castañares, la empresaria Pilar Zanca, el estudiante Raúl Díaz, el ama de casa Concepción Meller, el diseñador de moda Fran de Gonari y el presidente de la ONCE Miguel Durán. Actuó como presidente Luis Calvo Teixeira, realizador. El notario fue Alfonso Quereda de la Bárcena y el secretario, Francisco Hortelano.

### Desarrollo de las votaciones
Durante el primer tramo de la votación Yugoslavia lideró el marcador. Sin embargo, tras un turno en que el conjunto alemán Wind se colocó brevemente en cabeza, el tema irlandés no tardó en afianzarse en el primer puesto. De esta manera, Johnny Logan fue proclamado vencedor por segunda vez en la historia del certamen, siendo el único intérprete que, hasta la segunda victoria de Loreen en el año 2023, lo había conseguido. Por su parte, el conjunto alemán, con nuevo solista masculino, volvió a situarse en segundo lugar después de haber sido subcampeón en 1985. Los representantes italianos, Umberto Tozzi y Raf, completaron el podio con "Gente di mare", tema que tendría cierta repercusión en varios países europeos.

### Tabla de votos
|                                      |                     | Jurados            | Jurados             | Jurados            | Jurados           | Jurados           | Jurados             | Jurados           | Jurados            | Jurados           | Jurados                     | Jurados               | Jurados                 | Jurados            | Jurados                        | Jurados           | Jurados              | Jurados              | Jurados            | Jurados               | Jurados          | Jurados | Jurados |
| Bandera de Noruega                   | Bandera de Israel   | Bandera de Austria | Bandera de Islandia | Bandera de Bélgica | Bandera de Suecia | Bandera de Italia | Bandera de Portugal | Bandera de España | Bandera de Turquía | Bandera de Grecia | Bandera de los Países Bajos | Bandera de Luxemburgo | Bandera del Reino Unido | Bandera de Francia | Bandera de Alemania Occidental | Bandera de Chipre | Bandera de Finlandia | Bandera de Dinamarca | Bandera de Irlanda | Bandera de Yugoslavia | Bandera de Suiza |         |         |
| ------------------------------------ | ------------------- | ------------------ | ------------------- | ------------------ | ----------------- | ----------------- | ------------------- | ----------------- | ------------------ | ----------------- | --------------------------- | --------------------- | ----------------------- | ------------------ | ------------------------------ | ----------------- | -------------------- | -------------------- | ------------------ | --------------------- | ---------------- | ------- | ------- |
| Participantes                        | Noruega             |                    | 0                   | 4                  | 0                 | 7                 | 10                  | 7                 | 0                  | 3                 | 0                           | 0                     | 4                       | 0                  | 0                              | 4                 | 7                    | 3                    | 5                  | 3                     | 2                | 0       | 6       |
| Participantes                        | Israel              | 2                  |                     | 1                  | 5                 | 6                 | 4                   | 0                 | 10                 | 0                 | 0                           | 0                     | 3                       | 0                  | 4                              | 10                | 8                    | 0                    | 7                  | 0                     | 5                | 0       | 8       |
| Participantes                        | Austria             | 0                  | 0                   |                    | 0                 | 0                 | 0                   | 1                 | 0                  | 0                 | 0                           | 7                     | 0                       | 0                  | 0                              | 0                 | 0                    | 0                    | 0                  | 0                     | 0                | 0       | 0       |
| Participantes                        | Islandia            | 4                  | 0                   | 0                  |                   | 4                 | 0                   | 0                 | 0                  | 4                 | 0                           | 6                     | 0                       | 0                  | 0                              | 0                 | 10                   | 0                    | 0                  | 0                     | 0                | 0       | 0       |
| Participantes                        | Bélgica             | 5                  | 2                   | 3                  | 0                 |                   | 0                   | 6                 | 0                  | 7                 | 4                           | 0                     | 0                       | 5                  | 8                              | 0                 | 4                    | 5                    | 3                  | 0                     | 0                | 4       | 0       |
| Participantes                        | Suecia              | 0                  | 12                  | 0                  | 8                 | 1                 |                     | 3                 | 7                  | 0                 | 2                           | 0                     | 0                       | 0                  | 0                              | 3                 | 0                    | 7                    | 0                  | 7                     | 0                | 0       | 0       |
| Participantes                        | Italia              | 0                  | 3                   | 6                  | 3                 | 5                 | 1                   |                   | 12                 | 12                | 8                           | 0                     | 0                       | 4                  | 1                              | 0                 | 12                   | 1                    | 4                  | 0                     | 12               | 12      | 7       |
| Participantes                        | Portugal            | 0                  | 0                   | 0                  | 0                 | 0                 | 0                   | 0                 |                    | 8                 | 0                           | 5                     | 0                       | 0                  | 0                              | 0                 | 2                    | 0                    | 0                  | 0                     | 0                | 0       | 0       |
| Participantes                        | España              | 0                  | 0                   | 0                  | 0                 | 0                 | 0                   | 0                 | 0                  |                   | 0                           | 10                    | 0                       | 0                  | 0                              | 0                 | 0                    | 0                    | 0                  | 0                     | 0                | 0       | 0       |
| Participantes                        | Turquía             | 0                  | 0                   | 0                  | 0                 | 0                 | 0                   | 0                 | 0                  | 0                 |                             | 0                     | 0                       | 0                  | 0                              | 0                 | 0                    | 0                    | 0                  | 0                     | 0                | 0       | 0       |
| Participantes                        | Grecia              | 0                  | 0                   | 0                  | 1                 | 2                 | 6                   | 8                 | 0                  | 0                 | 0                           |                       | 5                       | 7                  | 5                              | 7                 | 0                    | 12                   | 0                  | 6                     | 0                | 5       | 0       |
| Participantes                        | Países Bajos        | 0                  | 5                   | 2                  | 0                 | 0                 | 0                   | 10                | 0                  | 5                 | 7                           | 3                     |                         | 8                  | 3                              | 12                | 0                    | 0                    | 2                  | 2                     | 6                | 8       | 10      |
| Participantes                        | Luxemburgo          | 0                  | 0                   | 0                  | 0                 | 0                 | 0                   | 0                 | 2                  | 0                 | 0                           | 0                     | 0                       |                    | 2                              | 0                 | 0                    | 0                    | 0                  | 0                     | 0                | 0       | 0       |
| Participantes                        | Reino Unido         | 0                  | 10                  | 5                  | 0                 | 3                 | 5                   | 0                 | 3                  | 0                 | 3                           | 0                     | 0                       | 1                  |                                | 0                 | 0                    | 2                    | 1                  | 4                     | 3                | 2       | 5       |
| Participantes                        | Francia             | 1                  | 0                   | 0                  | 4                 | 0                 | 0                   | 5                 | 0                  | 0                 | 0                           | 4                     | 1                       | 12                 | 0                              |                   | 5                    | 0                    | 0                  | 0                     | 10               | 0       | 2       |
| Participantes                        | Alemania occidental | 3                  | 8                   | 10                 | 12                | 10                | 7                   | 4                 | 5                  | 1                 | 6                           | 0                     | 10                      | 6                  | 10                             | 6                 |                      | 6                    | 10                 | 12                    | 7                | 7       | 1       |
| Participantes                        | Chipre              | 6                  | 0                   | 0                  | 6                 | 0                 | 2                   | 0                 | 0                  | 0                 | 0                           | 12                    | 2                       | 0                  | 6                              | 5                 | 3                    |                      | 6                  | 10                    | 8                | 10      | 4       |
| Participantes                        | Finlandia           | 10                 | 0                   | 0                  | 0                 | 0                 | 3                   | 0                 | 4                  | 2                 | 0                           | 1                     | 8                       | 2                  | 0                              | 0                 | 1                    | 0                    |                    | 0                     | 0                | 1       | 0       |
| Participantes                        | Dinamarca           | 7                  | 6                   | 7                  | 7                 | 0                 | 8                   | 2                 | 1                  | 0                 | 1                           | 8                     | 6                       | 0                  | 7                              | 8                 | 0                    | 0                    | 8                  |                       | 4                | 0       | 3       |
| Participantes                        | Irlanda             | 8                  | 4                   | 12                 | 0                 | 12                | 12                  | 12                | 8                  | 10                | 10                          | 0                     | 12                      | 10                 | 12                             | 1                 | 6                    | 8                    | 12                 | 5                     |                  | 6       | 12      |
| Participantes                        | Yugoslavia          | 12                 | 7                   | 8                  | 10                | 8                 | 0                   | 0                 | 6                  | 6                 | 12                          | 2                     | 0                       | 0                  | 0                              | 2                 | 0                    | 10                   | 0                  | 8                     | 1                |         | 0       |
| Participantes                        | Suiza               | 0                  | 1                   | 0                  | 2                 | 0                 | 0                   | 0                 | 0                  | 0                 | 5                           | 0                     | 7                       | 3                  | 0                              | 0                 | 0                    | 4                    | 0                  | 1                     | 0                | 3       |         |
| La tabla está ordenada por aparición |                     |                    |                     |                    |                   |                   |                     |                   |                    |                   |                             |                       |                         |                    |                                |                   |                      |                      |                    |                       |                  |         |         |

### Máximas puntuaciones
Tras la votación los países que recibieron 12 puntos (máxima puntuación que podía otorgar el jurado) fueron:
| N. | A                   | De                                                                            |
| -- | ------------------- | ----------------------------------------------------------------------------- |
| 8  | Irlanda             | Austria, Bélgica, Suecia, Italia, Países Bajos, Reino Unido, Finlandia, Suiza |
| 5  | Italia              | Portugal, España, Alemania Occidental, Irlanda, Yugoslavia                    |
| 2  | Alemania Occidental | Islandia, Dinamarca                                                           |
| 2  | Yugoslavia          | Noruega, Turquía                                                              |
| 1  | Chipre              | Grecia                                                                        |
| 1  | Francia             | Luxemburgo                                                                    |
| 1  | Grecia              | Chipre                                                                        |
| 1  | Países Bajos        | Francia                                                                       |
| 1  | Suecia              | Israel                                                                        |

## Retransmisión de TVE
El Ente Público depositó las labores de comentarista en la periodista musical Beatriz Pécker.  Su elección obedecía a que desde TVE quería dársele al Festival "un aire más lúdico y joven". Se trataba de la primera vez que una mujer narraba las incidencias del evento a la audiencia española.
Por cuarto año consecutivo, el certamen fue alojado en la Segunda Cadena. Sobre las 20.45h, en las pantallas de televisión apareció el primer plano de una esfera, que presidía el estudio A-4 de Torrespaña donde se encontraba reunido el jurado español, al tiempo que sonaba el preludio del "Te Deum" de Charpentier. Isabel Borondo ejerció las labores de conducción, si bien en esta ocasión fueron los mismos componentes del jurado con derecho a voto los que uno a uno fueron presentándose a la audiencia. Tras ello, la conductora presentó al presidente, al notario y al secretario, y pudo mantener una breve conversación con Beatriz Pécker, que dio la última hora desde Bruselas. Acto seguido, tuvo tiempo de presentar a dos invitados que no formaban parte del jurado: la futuróloga Doris y el clarividente Manuel Garrido, cuyo cometido era realizar una predicción sobre el resultado final, en concreto en lo concerniente a la representante española. Sin embargo, ante la inminente conexión con Bruselas, en el momento en que los invitados tomaron la palabra, se dio abruptamente paso a un bloque publicitario. 
A las 21h dio comienzo la retransmisión del Festival, que los telespectadores españoles pudieron seguir sin interrupciones hasta una vez concluida la actuación de Suiza, último país en intervenir. Entonces TVE devolvió por unos instantes la conexión al estudio donde se encontraba el jurado español para que la futuróloga y el clarividente procedieran a emitir íntegramente su predicción antes del inicio de las votaciones. Por este motivo, el entreacto preparado por la televisión organizadora no pudo ser visto en España. 
Una vez concluida la retransmisión, los miembros del jurado tuvieron oportunidad de manifestar sus impresiones sobre el desarrollo del Festival. Asimismo, interpelados por la presentadora, los dos invitados hicieron algunas observaciones a posteriori sobre su predicción. En el transcurso del poco más de cuarto de hora que duró este coloquio, se insertó un vídeo con las primeras valoraciones del tenor Alfredo Kraus, padre de la representante española. Y, a modo de cierre, TVE volvió a ofrecer a los telespectadores la actuación completa de Patricia Kraus horas antes en Bruselas.

## Canciones de Eurovisión en TVE
Tal y como estipulaba el reglamento de la UER, las distintas televisiones participantes debían emitir los videoclips de los temas en concurso con anterioridad a la celebración del certamen. Este año hubo novedades con respecto a los anteriores. Como ya hiciera en 1985, TVE no reservó de antemano un espacio en su programación destinado a la presentación de las canciones. En esta ocasión, no obstante, algunos de los videoclips fueron presentados en un programa de la casa y otros fueron emitidos, por primera vez, en la Segunda Cadena. Cuatro de ellos, en concreto los de Noruega, Israel, Bélgica e Italia (amén del de España, que aparecía con frecuencia en televisión), acabaron siendo emitidos dos veces. Asimismo, los carteles anunciadores, que en años anteriores precedían a cada vídeo y en el que figuraban el nombre del país y la respectiva televisión pública, este año incorporaban el título de la canción y el intérprete. 
Ocho de los temas fueron presentados dentro de la revista de espectáculos del popular magacín La Tarde, en que los videoclips fueron apareciendo intercalados entre noticias relacionadas con el mundo del espectáculo. El resto de los temas fueron presentados de manera sucesiva en su respectivo bloque, en la mayoría de casos a modo de reajuste de la programación. Así las cosas, la emisión de los veintidós temas se produjo entre el martes 28 de abril y el domingo 3 de mayo, en la franja horaria que iba de las 17h a las 19.30h.
A continuación, se detalla el modo y el orden en que los distintos videoclips fueron emitidos.
| martes, 28 de abril    | La Tarde                | Primera Cadena | Noruega, Reino Unido e Italia.                                                  |
| miércoles, 29 de abril | La Tarde                | Primera Cadena | Israel, Bélgica y Francia.                                                      |
| miércoles, 29 de abril | Canciones de Eurovisión | Segunda Cadena | Noruega, Israel, Austria, Islandia, Bélgica, Suecia, Italia, Portugal y España. |
| jueves, 30 de abril    | La Tarde                | Primera Cadena | Alemania Federal y Yugoslavia.                                                  |
| jueves, 30 de abril    | Canciones de Eurovisión | Segunda Cadena | Turquía, Grecia y Países Bajos.                                                 |
| viernes, 1 de mayo     | Canciones de Eurovisión | Primera Cadena | España, Chipre y Finlandia.                                                     |
| sábado, 2 de mayo      | Canciones de Eurovisión | Primera Cadena | Dinamarca e Irlanda.                                                            |
| domingo, 3 de mayo     | Canciones de Eurovisión | Primera Cadena | Luxemburgo y Suiza.                                                             |

Por otro lado, la canción representante de TVE fue presentada a la audiencia el sábado 11 de abril, dentro del estreno del programa musical Sábado noche, conducido por Paola Dominguín y Toni Cantó. En su primera aparición Patricia Kraus fue apadrinada por su padre, Alfredo Kraus, quien salió con ella a escena para presentarla al público. Esta actuación sería a la postre el vídeoclip oficial, que pudo verse en televisión en numerosas ocasiones a lo largo de las semanas previas al certamen.